# Upney (metrostation)
Upney is een station van de metro van Londen aan de District Line in het oosten van Londen. Het station is geopend in 1932 volgend op de elektrificatie van de lijn van Barking naar Upminster.

## Geschiedenis
De London, Midland and Scottish Railway en de District Railway (DR), de latere District Line, onderzochten na de Eerste Wereldoorlog de doortrekking van de elektrische metro naar Upminster, dat tot 1905 ook al door de metro werd aangedaan. Hiertoe werden langs de noordrand van de bestaande Pitsearoute uit 1855 twee geëlektrificeerde sporen toegevoegd die op 12 september 1932 werden geopend. Het eerste station ten oosten van Barking werd Upney, dat tegelijk met de nieuwe sporen open ging voor reizigersverkeer. Het station werd gebouwd en in eerste instantie geëxploiteerd door de London, Midland and Scottish Railway, terwijl de metrodiensten vanaf het begin verzorgd werden door de DR. In 1933 werd het openbaar vervoer in Londen genationaliseerd in de London Passengers Transport Board dat alle metrobedrijven de uitgang Line gaf.

## Ligging en inrichting
Het station ligt aan de District Line op 10,96 kilometer van Upminster in het oosten en 23,24 kilometer van Earl's Court in het centrum van Londen, waar de lijn splitst meerdere takken. Samen met de aanleg van de metrosporen werden vier stations toegevoegd met een eilandperron terwijl bij de bestaande drie stations van de Pitsearoute tussen Barking en Upminster zijperrons langs de metro kwamen. Upminster Park ligt op een talud, maar de andere drie nieuwe stations, Upney, Dagenham Heathway en Elm Park, kwamen op maaiveld met een stationsgebouw langs het viaduct voor de kruisende weg. Ze hebben alle drie een vrijwel identiek typisch jaren 30-ontwerp met een overdekte helling tussen stationshal en perron.

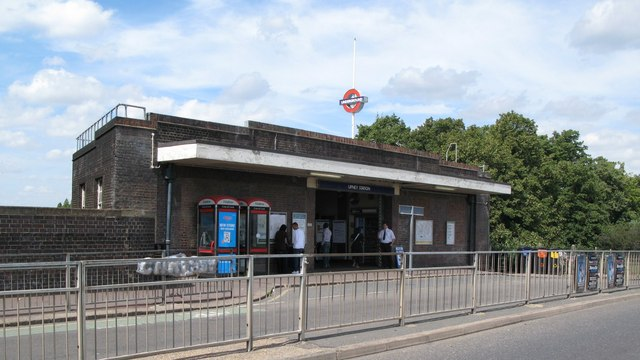
Het stationsgebouw aan Upney Lane.
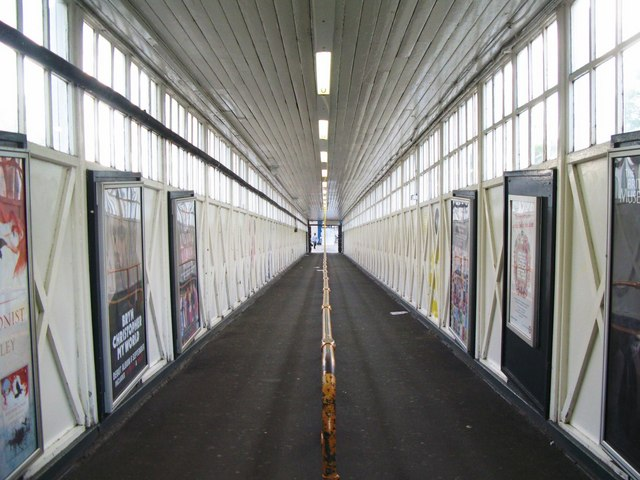
De overdekte helling gezien uit de stationshal.
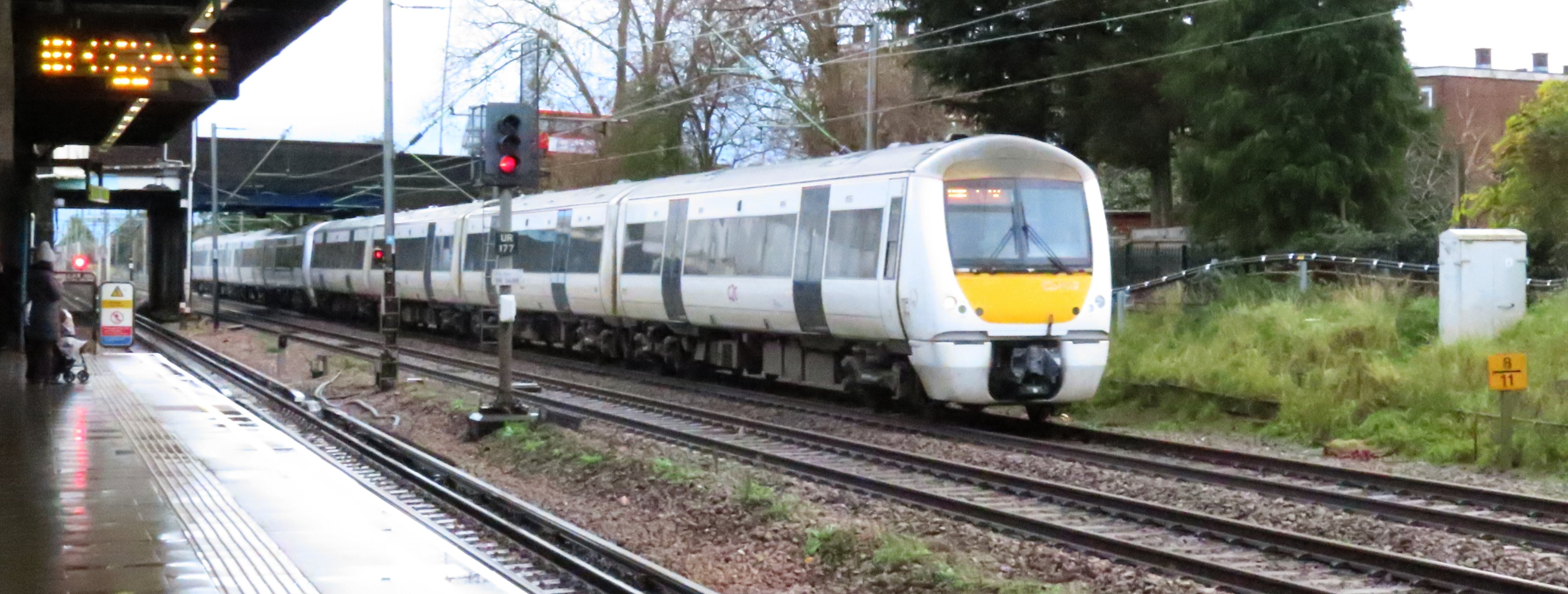
Een trein van C2C op de Pitsearoute bij Upney.

## Reizigersdienst
De normale dienst tijdens de daluren bestaat uit:
- 12 metro's per uur oostwaarts naar Upminster
- 6 metro's per uur westwaarts naar Ealing Broadway
- 6 metro's per uur westwaarts naar Richmond